# لاصق حراري

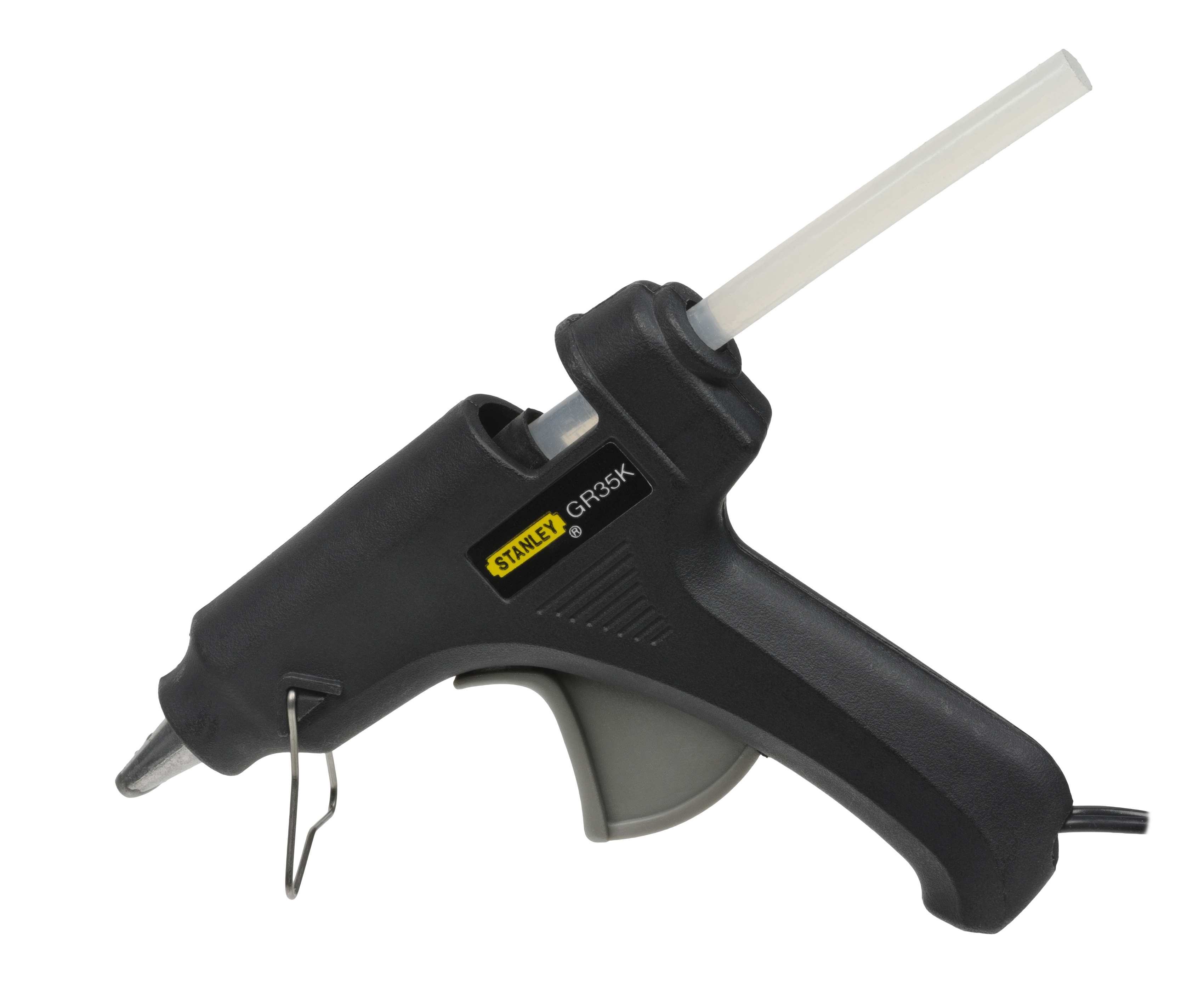
لاصق حراري موضوع ضمن جهاز (مسدس) حراري للصق

اللاصق الحراري هو نوع من أنواع اللدائن الحرارية المستخدمة ضمن اللواصق، إذ تتميز أنها عند درجة حرارة الغرفة تكون على هيئة مادة صلبة، أما عند تعريضها للحرارة فإنها تتحول وتنصهر إلى سائل لزج، والذي يمكن تطبيقه على السطوح المراد لصقها.
تتكون المادة المستخدمة في اللاصق الحراري من أساس بوليميري مع العديد من الإضافات الأخرى، بحيث تكون درجة حرارة التحول الزجاجي للمزيج دون الحرارة المطبقة في الجهاز الحامل للاصق. من الأمثلة عليها بولي إيثيلين وفاينيل أسيتات (EVA). على العموم يجب أن تتمتع المادة البوليميرية المستخدمة بعدد من المواصفات، من ضمنها: أن تكون المادة ذات لزوجة مرتفعة عندما تنصهر؛ وأن تكون قيمة مؤشر تدفق السيولة MFI مرتفعة؛ وأن يكون لديها درجة من الثباتية عند الانصهار.